# Carolle Zahi
Carolle Zahi (* 12. Juni 1994 in Bingerville, Elfenbeinküste) ist eine französische Leichtathletin, die sich auf den Sprint spezialisiert hat.

## Karriere
Erste internationale Erfahrungen sammelte Carolle Zahi 2016 bei den Hallenweltmeisterschaften in Portland, bei denen sie im 60-Meter-Lauf mit 7,36 s in der ersten Runde ausschied. Anschließend siegte sie bei den U23-Mittelmeermeisterschaften in Tunis in 11,28 s im 100-Meter-Lauf sowie in 45,69 s auch mit der französischen 4-mal-100-Meter-Staffel. Bei den IAAF World Relays 2017 auf den Bahamas belegte sie in 43,90 s Rang fünf und wurde anschließend für die Team-Europameisterschaft im Stadium Lille Métropole nominiert und startete dort im 100-Meter-Lauf und in der 4-mal-100-Meter-Staffel. Über die 100 Meter siegte sie vor der Deutschen Gina Lückenkemper und Britin Corinne Humphreys. Damit sicherte sie Frankreich 10 Punkte. Die französische 4-mal-100-Meter-Staffel bestehend aus Floriane Gnafoua, Stella Akakpo, Charlotte Jeanne und Carolle Zahi wurde disqualifiziert und konnte für Frankreich keine Punkte gewinnen. Am Ende der Team-Europameisterschaft gewann sie mit der französischen Mannschaft die Bronzemedaille hinter Deutschland und Polen. Mit dem Gewinn des nationalen Meistertitels über 100 Meter qualifizierte sie sich für die Weltmeisterschaften in London und schied dort mit einer Zeit von 11,41 s bereits in der ersten Runde aus. In der 4-mal-100-Meter-Staffel verpasste sie gemeinsam mit ihren Teamkolleginnen Orlann Ombissa-Dzangue, Ayodelé Ikuesan und Maroussia Paré mit 42,92 s die Finalläufe.
2018 gelangte sie bei den Hallenweltmeisterschaften in Birmingham bis in das Finale und belegte dort mit 7,19 s den siebten Platz. Ende Juni siegte sie bei den Mittelmeerspielen in Tarragona in 23,02 s im 200-Meter-Lauf sowie in 43,29 s mit der französischen Stafette. Sie nahm jedoch nur über 100 Meter an den Europameisterschaften in Berlin teil und wurde dort in 11,20 s Siebte, während sie mit der Staffel in 43,10 s auf Rang fünf gelangte. Im Jahr darauf schied sie bei den Halleneuropameisterschaften in Glasgow über 60 Meter mit 7,35 s im Halbfinale aus und bei den World Relays in Yokohama siegte sie mit der 4-mal-200-Meter-Staffel in 1:32,16 min, konnte hingegen das Rennen mit der 4-mal-100-Meter-Staffel nicht beenden. Über 200 Meter qualifizierte sie sich für die Weltmeisterschaften in Doha, bei denen sie mit 23,03 s im Halbfinale ausschied. Zudem wurde sie mit der Staffel im Vorlauf disqualifiziert. Kurz darauf siegte sie bei den Militärweltspielen in Wuhan in 11,36 s über 100 Meter. 2021 erreichte sie bei den Halleneuropameisterschaften in Toruń das Finale über 60 Meter und klassierte sich dort in 7,26 s auf dem sechsten Platz. Im August erreichte sie dann mit der 4-mal-100-Meter-Staffel das Finale der Olympischen Spiele in Tokio und belegte dort in 42,89 s den siebten Platz.
Nach einem Jahr Wettkampfpause wurde Zahi 2023 in 11,64 s Siebte im B-Lauf bei der 1. Liga der Team-Europameisterschaft im Rahmen der Europaspiele in Chorzów und mit der 4-mal-100-Meter-Staffel gelangte sie mit 43,62 s auf den Zweiten Platz im B-Lauf. Im August schied sie dann mit der Staffel bei den Weltmeisterschaften in Budapest mit 43,12 s im Vorlauf aus. 2025 schied sie bei den Halleneuropameisterschaften in Apeldoorn mit 7,19 s im Halbfinale über 60 Meter aus.
In den Jahren von 2017 bis 2020 wurde Zahi französische Meisterin im 100-Meter-Lauf sowie von 2019 bis 2021 auch über 200 Meter und 2015 in der 4-mal-100-Meter-Staffel. In der Halle sicherte sie sich die Meistertitel über 60 Meter 2016, 2018 und 2025.

## Persönliche Bestleistungen
- 100 Meter: 11,01 s (+1,5 m/s), 7. Juli 2018 in Albi
  - 60 Meter (Halle): 7,11 s, 2. März 2018 in Birmingham
- 200 Meter: 22,85 s (+0,2 m/s), 3. August 2019 in Ninove
  - 200 Meter (Halle): 25,31 s, 23. Dezember 2012 in Eaubonne